# Dirty History
Dirty History – trzeci album amerykańskiego rapera Anybody Killa, wydany 27 lipca 2004 roku.
Album dotarł na 10. miejsce "Najbardziej Niezależnych Albumów" Billboardu, promował go singiel "Hey Y'all", do którego nakręcono teledysk.

## Lista utworów
| #  | Tytuł                                             | Czas |
| -- | ------------------------------------------------- | ---- |
| 1  | "Intro"                                           | 1:22 |
| 2  | "Bombs On You"                                    | 2:13 |
| 3  | "Stick and Move"                                  | 2:52 |
| 4  | "Down Here" (gość. Violent J)                     | 4:00 |
| 5  | "Gimmie Ah Beat"                                  | 2:15 |
| 6  | "Party at the Liquor Store" (gość. Colton Grundy) | 3:04 |
| 7  | "Hey Y'all"                                       | 2:55 |
| 8  | "Retaliate" (gość. Twiztid)                       | 3:08 |
| 9  | "Trees and Woods"                                 | 4:17 |
| 10 | "Nevehoe" (gość. Shaggy 2 Dope)                   | 3:39 |
| 11 | "Laugh at You"                                    | 2:59 |
| 12 | "It Doesn't Matta" (gość. Colton Grundy i Esham)  | 3:47 |
| 13 | "Oh No"                                           | 4:56 |
| 14 | "Charlie Brown" (Velvet J)                        | 2:08 |
| 15 | "Put My Life On It"                               | 2:16 |
| 16 | "Can't Help It"                                   | 3:24 |
| 17 | "2 Whom This May Concern"                         | 3:49 |